# Vincent Gielen
Vincent Gielen (16 augustus 2000) is een Belgisch basketballer.

## Carrière
Gielen speelde in de jeugd van Gent Dragons, Stars Gent, KBBC Bavi Gent, BBC Falco Gent en Antwerp Giants. Bij de Giants maakte hij zijn profdebuut in het seizoen 2018/19 toen hij een wedstrijd meespeelde op het hoogste niveau, hij speelde als sinds 2016 voor de tweede ploeg in de tweede klasse. Hij maakte daarna de overstap naar de Spaanse vierdeklasser Zentro Basket Madrid waarmee hij promotie afdwong naar de derde klasse in zijn eerste seizoen,  hij speelde tot in 2022 in de derde klasse. In 2022 maakte hij de overstap naar de Spaanse tweedeklasser Juaristi ISB voor het seizoen 2022/23.